# Géographie du pays de Bitche
 (janvier 2017).
Si vous disposez d'ouvrages ou d'articles de référence ou si vous connaissez des sites web de qualité traitant du thème abordé ici, merci de compléter l'article en donnant les références utiles à sa vérifiabilité et en les liant à la section « Notes et références ».
Le pays de Bitche est une enclave située entre le Palatinat, la Sarre, l'Alsace Bossue et l'Alsace du Nord. Réunie au reste de la Lorraine par un étroit couloir de cinq kilomètres de large occupé par la ville de Sarreguemines, cette région essentiellement forestière semble quelque peu perdue aux confins du territoire lorrain.
Le Bitscherland recouvre deux entités géographiques très différentes, séparées par une ligne imaginaire joignant Rahling au Sud-Ouest à Liederschiedt au Nord-Est : le pays découvert ou Imgau à l'Ouest, le pays couvert ou Wasgau à l'Est. La nature géologique du sous-sol, le modelé des paysages, le couvert végétal et l'économie, tout oppose ces deux régions, que le réseau hydrographique contribue partiellement, lui aussi, à différencier : à l'ouest, les rivières sont des affluents de la Horn (la Bickenalbe, la Schwalb et le Schwartzenbach) et de la Sarre (les ruisseaux d'Achen, de Rahling, de Saint-Louis et le Schwangerbach), tandis qu'à l'est elles font partie du bassin du Rhin (la Zinsel du Nord et ses affluents, le Falkensteinerbach et le Schwarzbach).
Son climat lui vaut parfois le surnom de « petite Sibérie ».

## Le pays découvert

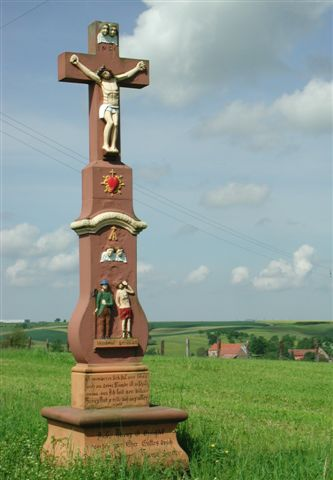
Le plateau aux environs de Rolbing

Le pays découvert appartient aux formations géologiques triastiques, qui sont composées de calcaires du Muschelkalk, entrecoupés de marnes avec des lentilles gypseuses, et de calcaires à cératites et à entroques, l'ensemble étant recouvert de limons et de lœss. Le modelé, ici, est celui du plateau lorrain dans sa partie la plus orientale, variant entre 300 et 400 mètres. Ce paysage, aux formes un peu lourdes, est à peine barré par la côte du Muschelkalk, d'une cinquantaine de mètres de dénivellation, qui se développe entre Erching et Rahling, en passant par Rimling et Rohrbach-lès-Bitche.
Les rivières, bordées de saules, sinueuses mais peu encaissées, sont grossies par de nombreux ruisselets, aujourd'hui insignifiants, qui ont pourtant modelé un paysage de croupes aux formes adoucies. C'est à un déboisement massif, sans doute dès le XVIe siècle, que la région doit son appellation de pays découvert, bon nombre de communes étant depuis longtemps totalement dépourvues de forêt, comme Petit-Réderching, Gros-Réderching, Bettviller, Epping ou encore Etting et Schmittviller. Ailleurs, des lambeaux de forêts de feuillus, plus ou moins importants, témoignent de son existence ancienne. Le paysage étend à perte de vue ses champs ouverts, laniérés jusqu'aux remembrements de ces dernières années : un laniérage rendu particulièrement visible aux saisons de printemps et d'été par la juxtaposition des cultures en fonction de l'assolement.

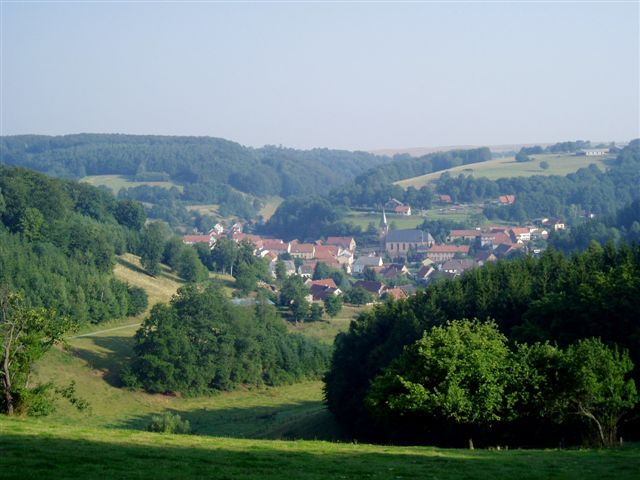
Walschbronn dans la vallée de la Horn

Autour des villages, mais parfois fort loin des habitations, sur des pentes bien exposées, les vergers alternent avec les cultures, surtout dans le canton de Volmunster. La culture traditionnelle de la pomme de terre et des blé, avoine, seigle, orge et sarrasin) a peu à peu évolué, se spécialisant dans la production de blé. Dans le domaine de l'élevage, les porcs et les chèvres ont toujours occupé une place importante, tandis que les vaches et les bœufs, utilisés comme bêtes de trait, surpassaient en quantité le nombre de chevaux. Dès le XVIIe siècle, ce cheptel était vendu dans les foires de Bitche et de Rimling aux marchands alsaciens, qui en échange fournissaient du blé, du vin, des étoffes et de la mercerie. La tendance actuelle est, comme partout, une évolution vers l'élevage laitier grâce à l'accroissement des surfaces en herbage.

## Le pays couvert
Le pays couvert, qui constitue la grande originalité du Bitscherland, appartient quant à lui au Buntsandstein triasique, dont les formations gréseuses ont donné naissance à un plateau variant de 200 à plus de 450 mètres, fortement morcelé par des vallées nombreuses, profondes et très ramifiées, et hérissées de barres et de pointements rocheux ruiniformes, offrant un paysage pittoresque. Le point culminant du Bitscherland se situe sur les pentes du Garnfirst dans le massif du Wintersberg, à une altitude de 510 mètres environ. Un couvert forestier très dense de chênes, de hêtres, de charmes et de pins sylvestres, plus récemment implantés, moutonne à l'infini, occupant la quasi-totalité des pentes, alors que les fonds de vallées, tourbeux, sont envahis par les carex, les joncs, les aulnes, les érables, les tilleuls, les frênes et les alisiers. Ici, la forêt occupe plus de 65 % du territoire, un chiffre souvent beaucoup plus élevé dans les communes limitrophes de l'Alsace. Parfois, quand la vallée s'élargit comme à Eguelshardt ou à Baerenthal et que les clairières de défrichement ont été gagnées sur les basses pentes, la prairie et quelques cultures vivrières se sont développées.

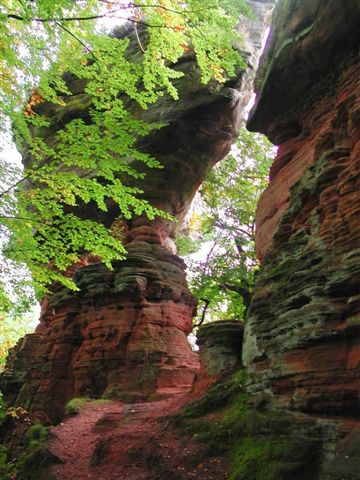
Pointements gréseux à Roppeviller

Objet des soins attentifs des ducs de Lorraine représentés par leurs gruyers, exploitée intensivement par les Français à partir des années 1730, la forêt a toujours été une source de revenu importante, faisant vivre des bûcherons, des charbonniers, des voituriers, des scieurs, des charpentiers et même des sabotiers. Les feuilles mortes, ramassées sur 20 % des surfaces forestières seulement pour permettre la régénération de l'humus, servaient à faire des litières pour le bétail, faute de paille, ou étaient utilisées comme engrais ; les grumes étaient employés pour la charpenterie et la construction navale, les Français faisaient venir le bois jusqu'au port de Rochefort, en passant par Rotterdam.
Les Hollandais, pour leur part, importaient du bois de chauffage et de façonnage, le flottage se faisant sur les rivières de la Horn, la Blies, l'Eichel et la Sarre ; sur place, les bois de feuillus étaient largement utilisés comme combustible dans les nombreuses verreries locales et dans l'industrie sidérurgique, principalement dans les forges de Mouterhouse et de Reichshoffen (Bas-Rhin). Les sous-bois, eux aussi, constituaient un apport non négligeable à l'économie locale avec leur myrtilles, leur genêt à balais servant à faire des balais, leurs bruyères et leurs fougères utilisées comme fondants dans les verreries.
Jusqu'à une époque récente, les fonds de vallées, occupés par des prairies de fauche, étaient irriguées grâce à un système de rigoles perpendiculaires au cours des rivières, issues de canaux de dérivation. Faute d'entretien, ces aménagements ont été gagnés par les friches. L'imperméabilité des roches et l'abondance des eaux ont favorisé dès le Moyen Âge la multiplication d'étangs artificiels, grands pourvoyeurs de truites et de carpes, qui constituent aussi l'une des originalités du pays de Bitche. À la fin du XVIe siècle, il y en avait déjà une bonne cinquantaine, mais aujourd'hui on en compte près d'un millier, situés pour la plupart dans la région gréseuse. Un certain nombre d'entre eux entraînaient des moulins à grain, à huile, à foulon, des scieries et des forges, comme le Grafenweiher à Sturzelbronn ou l'étang du moulin de Saint-Louis à Saint-Louis-lès-Bitche.

### Sources
- Le Pays de Bitche, Didier Hemmert 1990.
- Bitche et son pays, André Schutz 1992.
- Bitche et son canton, des origines à 1945, Francis Rittgen 1988.
- Les moulins et scieries du Pays de Bitche, Joël Beck, 1999.